# Omicidio di Catherine Cesnik
L'omicidio di Catherine Cesnik è un delitto rimasto irrisolto che causò la morte di una suora americana insegnante di inglese e recitazione all'ex scuola superiore femminile "Archbishop Keough" di Baltimora, nel Maryland (Stati Uniti d'America). Il 7 novembre 1969 la donna scomparve e il suo corpo fu ritrovato il 3 gennaio 1970 vicino a una discarica nei pressi di Lansdowne, sempre nel Maryland.

## L'omicidio
La vittima, Catherine Cesnik, nacque il 17 novembre 1942, nel quartiere Lawrenceville di Pittsburgh, aveva tre fratelli. Frequentò la  St. Mary’s School sulla 57ª strada e la St. Augustine High School, entrambe situate a Lawrenceville, e tenne il discorso di diploma per la sua classe nel 1960. Ottenne il titolo di "reginetta di maggio" della scuola e la carica di presidentessa della sua classe e del consiglio studentesco. Il padre di Cesnik morì nel 1985, la madre nel novembre 2015. Nessuno dei due ha mai scoperto chi uccise la figlia.
Catherine Cesnik viveva in un appartamento nel sud-ovest di Baltimora con un'altra suora; verso le 19:30 del 7 novembre 1969, la Cesnik disse alla sua coinquilina, Helen Russell Phillips, che sarebbe andata in banca e poi avrebbe acquistato un regalo di fidanzamento per sua sorella. Secondo i resoconti dei media dell'epoca, ritirò dei soldi da una banca e poi si recò in un centro commerciale dove comprò dei panini. Quando verso le 23 non era ancora tornata a casa, la coinquilina Phillips chiamò due amici sacerdoti e poi venne chiamata la polizia. Più tardi l'auto della Cesnik venne ritrovata aperta a un isolato dal suo appartamento senza però tracce della suora. La polizia ricercò la ragazza per tre mesi fino a quando il corpo venne ritrovato fuori dai confini della città.

## Le indagini
All'epoca dell'omicidio la Cesnik era una suora di ventisei anni che insegnava alla Western High School, una scuola pubblica di Baltimora. L'anno precedente, mentre insegnava presso la Archbishop Keough High School, si ritiene che due preti, tra i quali padre Joseph Maskell, molestarono e violentarono diverse studentesse della scuola, inoltre fecero stuprare le ragazze anche da altri uomini, tra cui agenti della polizia locale. Si ipotizzò che Catherine fu uccisa perché voleva denunciare lo scandalo. Teresa Lancaster e Jean Wehner erano studentesse alla Keough e furono vittime di violenza sessuale da parte di Maskell e intentarono una causa alla scuola nel 1995, che fu respinta a causa della legge sulla prescrizione americana (statute of limitations). Jean Wehner affermò che la Cesnik un giorno si recò da lei e le chiese gentilmente: «I preti ti stanno infastidendo?». La Lancaster e la Wehner dichiararono che fu l'unica che aiutò loro e le altre ragazze violentate da Maskell e altri, e che fu uccisa prima di discutere della faccenda con l'arcidiocesi di Baltimora. Non sono mai state rinvenute prove che collegassero Maskell all'omicidio.
La prima persona a essere sospettata fu Gerard Koob, un sacerdote gesuita che la coinquilina di Cesnik aveva chiamato quando si era resa conto che la suora era sparita ed era stato lui a chiamare la polizia per denunciarne la scomparsa; all'epoca aveva una relazione con Cesnik e due anni prima, quando ancora non era stato ordinato sacerdote e prima che lei prendesse i voti, le aveva chiesto di sposarlo ma lei aveva rifiutato; i due continuarono a vedersi e a scriversi lettere d'amore. Pochi giorni prima della scomparsa, Koob l'aveva chiamata per dirle che l'amava ancora e che era pronto a lasciare il sacerdozio per lei. Koob venne interrogato ma aveva un alibi per la notte della scomparsa.
Durante le indagini la polizia si concentrò sul padre Maskell, che aveva lavorato con la Cesnik a Keough ma non fu mai possibile interrogarlo. Le indagini non portarono a nulla.
Nel 1994 due donne, Jean Wehner e Teresa Lancaster, accusarono Maskell della scomparsa della suora oltre che di averle violentate quando erano studentesse a Keough. Le donne intentarono una causa civile contro Maskell, l'arcidiocesi di Baltimora, le suore scolastiche di Notre Dame, che gestivano Keough, e un ginecologo di Baltimora di nome Dr. Christian Richter, chiedendo 40 milioni di dollari di danni.
Jean Hargadon Wehner raccontò che, due mesi prima che il corpo di Catherine fosse rinvenuto, Maskell la portò nel punto dove aveva seppellito il corpo e glielo mostrò, dicendole: «Vedi cosa succede quando racconti brutte cose sulle persone?». Jean Hargadon Wehner, una studentessa di 16 anni della Keough High School di Baltimora, raccontò che un giorno del novembre 1969, padre Joseph Maskell, psicologico della scuola, le propose un passaggio in auto ma non la riportò a casa ma si fermarono in una zona periferica della città, in una discarica, dove entrambi scesero dall'auto e l a ragazza seguì il prete fino a un cassonetto dove vide il cadavere di una persona che la ragazza riconobbe come quello della Cesnik, la sua insegnante. La ragazza chiese aiuto al prete che invece le sussurrò all'orecchio: "Vedi cosa succede quando dici cose cattive sulle persone?". Intimorita dalla minaccia, decise di non dire niente a nessuno. Il corpo venne ritrovato due mesi dopo da una coppia di cacciatori di passaggio. Il cadavere presentava segni di soffocamento sul collo e un foro rotondo nella parte posteriore del cranio. L'autopsia confermò che era stata uccisa da un colpo di un oggetto contundente.
Sebbene Lancaster avesse sempre ricordato la maggior parte degli abusi avvenuti a Keough, anche lei era riuscita a reprimere alcuni dettagli fino alla morte della madre nel 1993 in quanto temeva che parlare degli abusi mentre sua madre cattolica era viva sarebbe stato devastante. I resoconti di Lancaster e Wehner sono corroborati da atti giudiziari e interviste con altri otto studenti di Keough: quattro che affermano di essere stati maltrattati da Maskell e altri quattro che affermano di essere stati in grado di respingere le sue avances. E Sean Caine, portavoce dell'arcidiocesi di Baltimora, ha affermato che la chiesa ora riconosce che Maskell è stato "accusato in modo credibile di abusi sessuali su minori". Le donne ricordano che Maskell aveva un amico ginecologo, il dottor Richter, che le avrebbe visitate per assicurarsi che non fossero incinte. Lancaster afferma che Maskell l'ha portata a vedere Richter per un test di gravidanza e poi l'ha violentata sul tavolo mentre Richter eseguiva un esame del seno.
Fisher, il proprietario dell'officina di riparazioni auto, ha detto che Maskell si vantava di portare le ragazze delle superiori dal ginecologo quando lasciava la sua auto al negozio nel pomeriggio. "Diceva: 'Io e il dottore, li riprendiamo e diamo loro gli esami e li controlliamo'", ha detto Fisher. "Non c'è dubbio che sia sempre stato coinvolto negli esami, che ha chiarito".
Nel giugno del 1992, più di due decenni dopo l'omicidio della Cesnik , Wehner riferì all'arcidiocesi di Baltimora le sue accuse di abusi contro Maskell. Caine, il direttore delle comunicazioni per l'arcidiocesi, ha detto all'Huffington Post che la chiesa ha temporaneamente rimosso Maskell dal ministero per la valutazione psicologica nell'ottobre 1992, cinque mesi dopo che Wehner lo aveva denunciato. Maskell aveva lasciato il suo lavoro a Keough nel 1975 e all'epoca lavorava come pastore della Holy Cross Church, a circa quattro miglia dalla scuola superiore.
Maskell e Richter hanno entrambi negato con veemenza l'abuso e nel 1995, dopo un processo, il caso è stato respinto dal tribunale per motivi tecnici. Secondo la legge del Maryland, le vittime di abusi sessuali hanno tre anni dalla fine dell'abuso o da quando lo scoprono per intentare una causa civile. Gli avvocati delle donne avevano sostenuto che, poiché Wehner e Lancaster avevano iniziato a ricordare solo di recente alcuni degli abusi, erano ancora entro il periodo di tre anni. "Il deterioramento della memoria segue spesso un trauma e ho avuto molti casi simili", ha detto il dottor Neil Blumberg, psichiatra di Lancaster. Le donne non hanno vinto in tribunale, ma le loro testimonianze hanno spinto la polizia a iniziare a indagare su Maskell per stupro e omicidio. La ricerca di prove si è rivelata vuota fino a quando un becchino di Baltimora di nome William Storey ha chiamato la polizia. Storey, il giardiniere del cimitero di Holy Cross, ha detto che Maskell gli aveva ordinato di scavare una buca di 12 x 12 piedi nel cimitero nel 1991 in modo che il prete potesse seppellirvi un camion carico di documenti riservati. Il becchino ha prodotto una mappa disegnata a mano che indicava l'ubicazione dei documenti. Nell'agosto del 1994, la polizia ha riesumato le scatole, che erano per lo più piene di valutazioni psicologiche degli studenti di Keough che Maskell aveva consigliato. Storey ha detto che almeno una delle scatole conteneva anche foto di nudo di ragazze minorenni, che sarebbero state prove sufficienti per arrestare Maskell per possesso di materiale pedopornografico. Dopo lo scavo del cimitero la documentazione scomparve. Il giudice Caplan, che ha presieduto il processo civile di Wehner e Lancaster, afferma che le foto non sono mai state presentate come prove e che non ne aveva mai sentito parlare.
Prima che la polizia avesse la possibilità di interrogare Maskell nel 1994, si è ricoverato in una struttura sostenendo di aver bisogno di aiuto per far fronte allo stress e all'ansia che il caso gli aveva causato. Settimane dopo è fuggito in Irlanda, dove ha continuato a lavorare come sacerdote. "L'arcidiocesi non ha saputo che Maskell viveva in Irlanda fino a quando un vescovo in Irlanda non ha contattato l'arcidiocesi nel luglio 1996", ha detto Caine all'HuffPost. "Maskell aveva lasciato la struttura di cura residenziale due anni prima e si era rifiutato di informare l'arcidiocesi dove viveva". Le forze dell'ordine hanno archiviato le indagini una volta che Maskell è fuggito dal paese ed è morto senza mai essere accusato di un crimine. Magnus era morto anni prima, nel 1988. Richter era morto nel 2006.

## Nella cultura di massa
Netflix ha prodotto il documentario sulla vicenda The Keepers, in sette parti, uscito il 19 maggio 2017: mostra interviste di studentesse della Cesnik e di alcune ragazze vittime degli abusi.

## Conseguenze
Fallimento del 2023 dell'arcidiocesi cattolica romana di Baltimora dopo l'eliminazione dei termini di prescrizione nello stato del Maryland è stato fatto dal Maryland Child Victims Act.